# Elena Pampoulova-Wagner
Elena Pampoulova-Wagner (bułg.: Елена Пампулова; ur. 17 maja 1972 w Sofii, zm. 19 kwietnia 2023) – bułgarska tenisistka od 1995 roku reprezentująca Niemcy. Do roku 1990 grała pod panieńskim nazwiskiem, w latach 1991-1993 jako Pampoulova-Wagner. W latach 1994 – 2006 posługiwała się tylko nazwiskiem Wagner. Po drugim wyjściu za mąż w 2006 roku – Elena Pampoulova-Bergomi.

## Kariera tenisowa
Elena Pampoulova całą karierę występowała przede wszystkim w turniejach organizowanych przez Międzynarodową Federację Tenisową (ITF). Status profesjonalny otrzymała w wieku 16 lat – w 1988 roku.

### Gra pojedyncza
Już w pierwszym sezonie wygrała dwa turnieje ITF w szwajcarskim Baden oraz w Melbourne. Rok później po wygraniu kolejnych trzech turniejów ITF (Ateny, Erlangen, Budapeszt) awansowała na 150. miejsce rankingu WTA i rozpoczęła starty w turniejach w głównym cyklu.
W 1992 roku była jedną z trzech reprezentantek Bułgarii na Letnich Igrzyskach Olimpijskich rozgrywanych w Barcelonie. Pierwszy turniej rangi WTA wygrała w listopadzie 1994 roku w indonezyjskim Surabaja po kreczu Ai Sugiyamy przy stanie 2:6, 6:0. Po tym sukcesie awansowała na 64. miejsce rankingu WTA.
W 1996 roku wygrała kolejne trzy turnieje ITF w Redbridge, Southampton i Murcji. W tym ostatnim pokonała w finale Patty Schnyder 6:4, 6:3. Później doszła do półfinału w Budapeszcie, wystąpiła we wszystkich turniejach wielkoszlemowych w roku, a podczas US Open w pierwszej rundzie pokonała Gigi Fernández 6:1, 6:4, dochodząc do drugiej rundy (porażka z Barbarą Paulus 5:7, 6:7(5)). Dzięki tym wynikom 9 września 1996 została sklasyfikowana na najwyższym w karierze 62. miejscu rankingu singlowego WTA.
W 1998 roku wygrała ostatni tytuł rangi ITF w Woodlands, w finale pokonując Annę Smasznową 2:6, 6:1, 7:5. Na przełomie lipca i sierpnia drugi raz w karierze wystąpiła w finale turnieju WTA. W meczu mistrzowskim w Sopocie uległa Henrietcie Nagyovej 3:6, 7:5, 1:6. Karierę zakończyła w 2001 roku po przegraniu trzech kolejnych eliminacji do turniejów WTA. Była wówczas sklasyfikowana na 320. miejscu rankingu.

### Gra podwójna
Pierwszy turniej deblowy ITF wygrała już w 1989 roku – w parze z Marion Maruską wygrała we włoskim Bari. W tym samym roku, wspólnie z Silke Meier, wystąpiła w dwóch finałach WTA – w Sofii i Atenach. W drugiej połowie 1992 roku wystąpiła w czterech finałach turniejów ITF, wygrywając dwa – w Modenie i Nottingham.
W 1996 starty w grze podwójnej rozpoczęła dopiero od kwietnia. Wspólnie z Åsą Svensson osiągnęła ćwierćfinał w Hamburgu (porażka z Conchitą Martínez i Patricią Tarabini 4:6, 6:4, 3:6),  półfinał w Budapeszcie (z Olhą Łuhyną porażka z Katriną Adams i Debbie Graham 4:6, 6:4, 2:6). Podczas French Open, wspólnie z Ukrainką, doszły do trzeciej rundy, w drugiej eliminując rozstawione z numerem 11 Amandę Coetzer i Brendę Schultz-McCarthy 6:4, 6:7(3), 6:3. We wrześniu nastąpił kolejny przełom – doszła do finału w Karlowych Warach (wspólnie z Evą Martincovą, porażka z Kariną Habšudovą i Heleną Sukovą 1:6, 7:5, 2:6) oraz wygrała turniej trzeciej kategorii w Warszawie (ponownie z Łuhyną). Po turnieju w Polsce została sklasyfikowana na najwyższym w karierze 38. miejscu rankingu deblowego WTA (23 września 1996).
W 1999 roku, z Evą Martincovą, osiągnęła półfinał w Warszawie i ćwierćfinał w Antwerpii. Wraz z Vanessą Menga doszła do trzeciej rundy French Open (porażka z Sereną i Venus Williams), wcześniej eliminując Lisę Raymond i Rennae Stubbs. W sierpniu osiągnęła ostatni sukces na zawodowych kortach, wygrywając trzeci turniej WTA – w Knokke-Heist.

## Historia występów wielkoszlemowych
Legenda
     W, wygrany turniej
     F, przegrana w finale
     SF, przegrana w półfinale
     QF, przegrana w ćwierćfinale
     xR, przegrana w x rundzie
     A, brak startu

### Występy w grze pojedynczej
| Australian Open        | A   | A   | 2R  | A   | A   | A   | A  | 1R  | A  | 1R  | 2R | 2R  | A   | A   | 0 / 5  | 3 – 5   |  |  |  |  |  |  |  |  |  |  |
| French Open            | A   | A   | 2R  | 1R  | A   | A   | A  | 1R  | 1R | 1R  | 2R | 1R  | A   | A   | 0 / 7  | 3 – 7   |  |  |  |  |  |  |  |  |  |  |
| Wimbledon              | A   | A   | A   | 2R  | A   | A   | A  | 1R  | 1R | A   | 1R | 3R  | A   | A   | 0 / 5  | 3 – 5   |  |  |  |  |  |  |  |  |  |  |
| US Open                | A   | A   | 1R  | A   | A   | A   | A  | 1R  | 2R | 3R  | 1R | 1R  | A   | A   | 0 / 6  | 3 – 6   |  |  |  |  |  |  |  |  |  |  |
|                        |     |     |     |     |     |     |    |     |    |     |    |     |     |     |        |         |  |  |  |  |  |  |  |  |  |  |
| Ranking na koniec roku | 426 | 123 | 101 | 134 | 190 | 163 | 70 | 221 | 92 | 100 | 69 | 123 | 298 | 418 | 0 / 23 | 12 – 23 |  |  |  |  |  |  |  |  |  |  |

### Występy w grze podwójnej
| Australian Open        | A   | A   | 1R  | A   | A   | A   | A  | 2R | A  | 1R | 2R | 1R | A   | A   | 0 / 5  | 2 – 5   |  |  |  |  |  |  |  |  |  |  |  |
| French Open            | A   | A   | 3R  | 2R  | A   | 2R  | 2R | 2R | 3R | 1R | 1R | 3R | 1R  | A   | 0 / 10 | 10 – 10 |  |  |  |  |  |  |  |  |  |  |  |
| Wimbledon              | A   | A   | A   | A   | A   | A   | 2R | 1R | 1R | 2R | 1R | 1R | A   | A   | 0 / 6  | 2 – 6   |  |  |  |  |  |  |  |  |  |  |  |
| US Open                | A   | A   | 1R  | A   | A   | A   | A  | 2R | 1R | 1R | 1R | 1R | A   | A   | 0 / 6  | 1 – 6   |  |  |  |  |  |  |  |  |  |  |  |
|                        |     |     |     |     |     |     |    |    |    |    |    |    |     |     |        |         |  |  |  |  |  |  |  |  |  |  |  |
| Ranking na koniec roku | 573 | 107 | 137 | 196 | 106 | 178 | 86 | 83 | 53 | 71 | 86 | 69 | 234 | 226 | 0 / 27 | 15 – 27 |  |  |  |  |  |  |  |  |  |  |  |

### Występy w grze mieszanej
| Australian Open | A | A | A | A | A | A | A | A | A | A  | A | A | A | A | 0 / 0 | 0 – 0 |  |  |  |  |  |  |  |  |  |  |  |
| French Open     | A | A | A | A | A | A | A | A | A | 1R | A | A | A | A | 0 / 1 | 0 – 1 |  |  |  |  |  |  |  |  |  |  |  |
| Wimbledon       | A | A | A | A | A | A | A | A | A | A  | A | A | A | A | 0 / 0 | 0 – 0 |  |  |  |  |  |  |  |  |  |  |  |
| US Open         | A | A | A | A | A | A | A | A | A | A  | A | A | A | A | 0 / 0 | 0 – 0 |  |  |  |  |  |  |  |  |  |  |  |
|                 |   |   |   |   |   |   |   |   |   |    |   |   |   |   |       |       |  |  |  |  |  |  |  |  |  |  |  |
|                 |   |   |   |   |   |   |   |   |   |    |   |   |   |   | 0 / 1 | 0 – 1 |  |  |  |  |  |  |  |  |  |  |  |

## Finały turniejów WTA
| Legenda                | Legenda |
| ---------------------- | ------- |
| Wielki Szlem           |         |
| Igrzyska olimpijskie   |         |
| WTA Tour Championships |         |
| 1988 – 2008            |         |
| Kategoria I            |         |
| Kategoria II           |         |
| Kategoria III          |         |
| Kategoria IV           |         |
| Kategoria V            |         |

### Gra pojedyncza 2 (1-1)
| Końcowy wynik | Nr | Data              | Turniej  | Nawierzchnia | Przeciwniczka    | Wynik finału    |
| ------------- | -- | ----------------- | -------- | ------------ | ---------------- | --------------- |
| Zwyciężczyni  | 1. | 13 listopada 1994 | Surabaja | Twarda       | Ai Sugiyama      | 2:6, 6:0, krecz |
| Finalistka    | 1. | 2 sierpnia 1998   | Sopot    | Ceglana      | Henrieta Nagyová | 3:6, 7:5, 1:6   |

### Gra podwójna 8 (3-5)
| Końcowy wynik | Nr | Data             | Turniej      | Nawierzchnia | Partnerka         | Przeciwniczki                      | Wynik finału     |
| ------------- | -- | ---------------- | ------------ | ------------ | ----------------- | ---------------------------------- | ---------------- |
| Finalistka    | 1. | 5 sierpnia 1989  | Sofia        | Ceglana      | Silke Meier       | Laura Garrone Laura Golarsa        | 4:6, 5:7         |
| Finalistka    | 2. | 17 września 1989 | Ateny        | Ceglana      | Silke Meier       | Sandra Cecchini Patricia Tarabini  | 6:4, 4:6, 2:6    |
| Finalistka    | 3. | 15 września 1996 | Karlowe Wary | Ceglana      | Eva Martincová    | Karina Habšudová Helena Suková     | 1:6, 7:5, 2:6    |
| Zwyciężczyni  | 1. | 22 września 1996 | Warszawa     | Ceglana      | Olha Łuhyna       | Alexandra Fusai Laura Garrone      | 1:6, 6:4, 7:5    |
| Finalistka    | 4. | 4 stycznia 1997  | Auckland     | Twarda       | Aleksandra Olsza  | Janette Husárová Dominique Monami  | 2:6, 7:6(5), 3:6 |
| Finalistka    | 5. | 27 kwietnia 1997 | Budapeszt    | Ceglana      | Eva Martincová    | Amanda Coetzer Alexandra Fusai     | 3:6, 1:6         |
| Zwyciężczyni  | 2. | 19 lipca 1998    | Palermo      | Ceglana      | Pavlina Stojanowa | Barbara Schett Patty Schnyder      | 6:4, 6:2         |
| Zwyciężczyni  | 3. | 8 sierpnia 1999  | Knokke-Heist | Ceglana      | Eva Martincová    | Jewgienija Kulikowska Sandra Naćuk | 3:6, 6:3, 6:3    |

## Finały turniejów rangi ITF
| turnieje z pulą nagród 100 000 $ |
| turnieje z pulą nagród 75 000 $  |
| turnieje z pulą nagród 50 000 $  |
| turnieje z pulą nagród 25 000 $  |
| turnieje z pulą nagród 15 000 $  |
| turnieje z pulą nagród 10 000 $  |

### Gra pojedyncza 14 (12-2)
| Rezultat     |     | Data       | Turniej     | ($)    | Naw.            | Przeciwniczka            | Wynik         |
| Zwyciężczyni | 1.  | 30/10/1988 | Baden       | 10 000 | Ceglana         | Katarzyna Nowak          | 6:1, 6:1      |
| Zwyciężczyni | 2.  | 04/12/1988 | Melbourne   | 10 000 | Twarda          | Xóchitl Escobedo         | 7:6(3), 6:2   |
| Zwyciężczyni | 3.  | 28/05/1989 | Ateny       | 10 000 | Ceglana         | Dora Rangelova-Zdravkova | 6:1, 6:7, 6:1 |
| Zwyciężczyni | 4.  | 16/07/1989 | Erlangen    | 25 000 | Ceglana         | Wiltrud Probst           | 6:1, 2:6, 6:3 |
| Zwyciężczyni | 5.  | 20/08/1989 | Budapeszt   | 25 000 | Ceglana         | Silke Frankl             | 6:4, 6:7, 6:0 |
| Zwyciężczyni | 6.  | 08/07/1990 | Vaihingen   | 25 000 | Ceglana         | Denisa Krajčovičová      | 6:3, 6:3      |
| Finalistka   | 1.  | 22/11/1992 | Nottingham  | 25 000 | Dywanowa (hala) | Jelena Makarowa          | 6:3, 2:6, 5:7 |
| Finalistka   | 2.  | 20/03/1994 | Reims       | 25 000 | Ceglana (hala)  | Catherine Mothes         | 1:6, 2:6      |
| Zwyciężczyni | 7.  | 30/10/1994 | Dżakarta    | 50 000 | Twarda          | Hiromi Nagano            | 6:4, 6:1      |
| Zwyciężczyni | 8.  | 03/12/1995 | Limoges     | 50 000 | Twarda          | Paula Hermida            | 7:5, 6:3      |
| Zwyciężczyni | 9.  | 25/02/1996 | Redbridge   | 25 000 | Twarda          | Haruka Inoue             | 6:4, 6:4      |
| Zwyciężczyni | 10. | 03/03/1996 | Southampton | 50 000 | Dywanowa (hala) | Isabelle Demongeot       | 6:3, 4:6, 6:4 |
| Zwyciężczyni | 11. | 21/04/1996 | Murcja      | 75 000 | Ceglana         | Patty Schnyder           | 6:4, 6:3      |
| Zwyciężczyni | 12. | 29/04/1998 | Woodlands   | 25 000 | Twarda          | Anna Smasznowa           | 2:6, 6:1, 7:5 |

### Gra podwójna 13 (8-5)
| Rezultat     |    | Data       | Turniej        | ($)    | Naw.            | Partnerka          | Przeciwniczki                              | Wynik            |
| Finalistka   | 1. | 04/12/1988 | Melbourne      | 10 000 | Twarda          | Kristin Godridge   | Natalia Leipus Bernadette Randall-Marshall | 4:6, 7:6(5), 2:6 |
| Zwyciężczyni | 1. | 09/04/1989 | Bari           | 10 000 | Ceglana         | Marion Maruska     | Andrea Noszály Eva-Maria Schuerhoff        | walkower         |
| Zwyciężczyni | 2. | 14/06/1992 | Modena         | 25 000 | Ceglana         | Ruxandra Dragomir  | Alexandra Fusai Nathalie Tschan            | 6:3, 7:6(5)      |
| Finalistka   | 2. | 05/07/1992 | Vaihingen      | 25 000 | Ceglana         | Joannette Kruger   | Eva Martincová Pavlína Rajzlová            | 4:6, 0:6         |
| Finalistka   | 3. | 15/11/1992 | Manchester     | 25 000 | Dywanowa (hala) | Nathalie Tschan    | Jelena Lichowcewa Jelena Makarowa          | 3:6, 4:6         |
| Zwyciężczyni | 3. | 22/11/1992 | Nottingham     | 25 000 | Dywanowa (hala) | Els Callens        | Ruxandra Dragomir Irina Spîrlea            | 7:6(3), 6:4      |
| Zwyciężczyni | 4. | 11/04/1993 | Limoges        | 25 000 | Dywanowa (hala) | Silvia Farina Elia | Stephanie Reece Danielle Scott             | 6:2, 6:7(5), 6:2 |
| Zwyciężczyni | 5. | 31/10/1993 | Poitiers       | 25 000 | Twarda          | Olha Łuhyna        | Els Callens Nancy Feber                    | 6:4, 3:6, 6:3    |
| Zwyciężczyni | 6. | 11/12/1994 | Cergy-Pontoise | 50 000 | Twarda (hala)   | Angelique Olivier  | Kateřina Šišková Eva Melicharová           | 6:1, 6:4         |
| Zwyciężczyni | 7. | 29/10/1995 | Lakeland       | 50 000 | Twarda          | Eva Martincová     | Sandra Cacic Tracey Rodgers                | 1:6, 6:2, 6:1    |
| Finalistka   | 4. | 03/12/1995 | Limoges        | 50 000 | Twarda          | Eva Martincová     | Eva Melicharová Helena Vildová             | 3:6, 6:0, 4:6    |
| Zwyciężczyni | 8. | 28/07/1997 | Makarska       | 75 000 | Ceglana         | Olha Łuhyna        | Maria Goloviznina Jewgienija Kulikowska    | 7:5, 5:7, 5:7    |
| Finalistka   | 5. | 26/04/1998 | Prościejów     | 75 000 | Ceglana         | Olha Łuhyna        | Lenka Cenková Kateřina Šišková             | 4:6, 6:4, 4:6    |

## Występy w igrzyskach olimpijskich

### Gra pojedyncza
| Runda                                                                         | Przeciwniczka      | Wynik          |  |
| ----------------------------------------------------------------------------- | ------------------ | -------------- |  |
|                                                                               |                    |                |  |
| Letnie Igrzyska Olimpijskie w Barcelonie 1992, reprezentując państwo Bułgaria |                    |                |  |
| I runda                                                                       | Japonia: Mana Endō | 6:7(4), 6:7(8) |  |

## Zwycięstwa nad zawodniczkami z TOP 50
| Data       | Turniej   | Przeciwniczka         | Ranking | Wynik            |
| 19/09/1989 | Paryż     | Bettina Fulco-Vilella | 46.     | 6:4, 6:4         |
| 10/07/1990 | Båstad    | Nicole Muns-Jagerman  | 50.     | 6:1, 6:2         |
| 11/07/1990 | Båstad    | Mercedes Paz          | 33.     | 7:5, 6:4         |
| 08/11/1994 | Surabaja  | Yayuk Basuki          | 29.     | 6:7(4), 6:0, 6:2 |
| 21/04/1997 | Budapeszt | Åsa Svensson          | 32.     | 6:3, 6:1         |
| 13/07/1998 | Palermo   | Magüi Serna           | 25.     | 2:6, 6:3, 6:3    |